# Molophilus hoplostylus
Molophilus hoplostylus är en tvåvingeart som beskrevs av Alexander 1950. Molophilus hoplostylus ingår i släktet Molophilus och familjen småharkrankar.
Artens utbredningsområde är Taiwan. Inga underarter finns listade i Catalogue of Life.